# Lekkoatletyczne kwalifikacje europejskie do Letnich Igrzysk Olimpijskich Młodzieży 2010
Lekkoatletyczne kwalifikacje europejskie do Letnich Igrzysk Olimpijskich Młodzieży 2010 – zawody lekkoatletyczne, które odbyły się w Moskwie 21, 22 i 23 maja 2010 roku. Impreza wyłoniła sportowców z Europy, którzy zakwalifikowali się do letnich zawodów lekkoatletycznych podczas igrzysk olimpijskich młodzieży w Singapurze. Nad organizacją moskiewskiej imprezy czuwała European Athletics.
Do zawodów zgłoszono 811 zawodników (396 mężczyzn i 415 kobiet) z 47 krajów.
Kwalifikacje do sierpnowych igrzysk olimpijskich młodzieży uzyskało 201 zawodników, liczba miejsc przeznaczona dla zawodników z Europy była zróżnicowana w zależności od konkurencji. Zgodnie z regulaminem, w każdej konkurencji awans mogła wywalczyć co najwyżej jedna osoba z jednego kraju.

## Rezultaty

### Mężczyźni
| Konkurencja:                 | Złoto                  | Wynik    | Srebro           | Wynik    | Brąz             | Wynik    |
| 100 m                        | David Bolarinwa        | 10,68    | Patrick Domogala | 10,84    | Ken Romain       | 10,85    |
| 200 m                        | Tomasz Kluczyński      | 21,38    | David Bolarinwa  | 21,49    | Luca Valbonesi   | 21,55    |
| 400 m                        | Nikita Ugłow           | 46,60    | Marco Lorenzi    | 47,05    | Lukas Schmitz    | 47,21    |
| 1000 m                       | Mark English           | 2:24,53  | Charlie Grice    | 2:25,27  | Žan Rudolf       | 2:26,48  |
| 3000 m                       | Claudiu Cimpoieru      | 8:36,05  | Eduard Krasnow   | 8:41,05  | Unai Arroyo      | 8:44,63  |
| 110 m przez płotki (91,4 cm) | Themba Luhana          | 13,69    | Nicolas Borome   | 13,75    | Václav Sedlák    | 13,75    |
| 400 m przez płotki           | Felix Franz            | 51,07    | Enrique González | 51,66    | Oskari Mörö      | 51,90    |
| 2000 m z przeszkodami        | Zaak Seddon            | 5:57,50  | Aleksiej Kiriłow | 6:00,63  | David Morcillo   | 6:04,69  |
| Chód na 10 000 m             | Ihor Laszczenko        | 41:44,34 | Pawieł Parszyn   | 42:24,27 | Nikołaj Iwanow   | 43:28,89 |
| Skok w dal                   | Siergiej Morgunow      | 7,44     | Toros Pilikoğlu  | 7,28     | Wadym Adamczuk   | 7,16     |
| Trójskok                     | Georgi Conow           | 15,55    | Jewhen Strokan   | 15,36    | Nikólaos Tsiókos | 15,05    |
| Skok wzwyż                   | Dmitrij Krojter        | 2,20     | Bram Ghuys       | 2,06     | Wiktor Czernysz  | 2,06     |
| Skok o tyczce                | Melker Svärd Jacobsson | 5,00     | Ivan Horvat      | 4,95     | Jonas Efferoth   | 4,95     |
| Pchnięcie kulą               | Krzysztof Brzozowski   | 21,91    | Dennis Lewke     | 20,67    | Mantas Jusis     | 19,99    |
| Rzut dyskiem                 | Wojciech Praczyk       | 59,02    | Jaromír Mazgal   | 58,44    | Murat Gündüz     | 57,33    |
| Rzut młotem                  | Sebastian Dobkowski    | 77,73    | Ilmari Lahtinen  | 73,80    | Balázs Töreky    | 71,89    |
| Rzut oszczepem               | Jurij Kuszniruk        | 70,06    | Ali Kilisli      | 67,48    | Tuomas Keto      | 65,71    |

### Kobiety
| Konkurencja:          | Złoto                | Wynik    | Srebro               | Wynik    | Brąz                     | Wynik    |
| 100 m                 | Anasztázia Nguyen    | 11,80    | Annie Tagoe          | 11,88    | Anna Bongiorni           | 11,91    |
| 200 m                 | Anna Bongiorni       | 23,99    | Jekatierina Rieńżyna | 24,25    | Karin Okoliye            | 24,57    |
| 400 m                 | Bianca Răzor         | 52,69    | Adelina Pastor       | 53,72    | Sonja Mosler             | 53,99    |
| 1000 m                | Anastasija Tkaczuk   | 2:40,97  | Andrina Schläpfer    | 2:41,65  | Georgie Peel             | 2:42,24  |
| 3000 m                | Nina Sawina          | 9:45,00  | Alona Kudaszkina     | 9:47,25  | Ekaterini Verdoussi      | 9:48,56  |
| 100 m przez płotki    | Jekatierina Bleskina | 13,34    | Noemi Zbären         | 13,56    | Jana Sotáková            | 13,72    |
| 400 m przez płotki    | Stina Troest         | 59,76    | Ołena Kołesnyczenko  | 59,83    | Aurélie Chaboudez        | 60,69    |
| 2000 m z przeszkodami | Oksana Rayta         | 6:48,27  | Nastassia Puzakowa   | 6:50,92  | Dana Elena Loghin        | 6:52,30  |
| Chód na 5000 m        | Nadieżda Leontiewa   | 22:24,95 | Alina Hałczenko      | 22:25,01 | Ekateríni Theodoropoúlou | 22:33,38 |
| Skok w dal            | Lena Malkus          | 6,44     | Alina Rotaru         | 6,26     | Ivona Dadic              | 6,14     |
| Trójskok              | Khaddi Sagnia        | 13,34    | Sokhna Galle         | 12,98    | Julia Dieckmann          | 12,78    |
| Skok wzwyż            | Marija Kuczina       | 1,90     | Alessia Trost        | 1,84     | Oksana Krasnokutska      | 1,82     |
| Skok o tyczce         | Angelica Bengtsson   | 4,47 WYR | Natalia Diemidienko  | 4,25     | Hanna Szełech            | 4,05     |
| Pchnięcie kulą        | Natalia Troniewa     | 15,29    | Anna Wloka           | 14,99    | Sophie McKinna           | 14,66    |
| Rzut dyskiem          | Shanice Craft        | 53,42    | Kristin Pudenz       | 51,48    | Wiktoria Sadowa          | 51,14    |
| Rzut młotem           | Alexia Sedykh        | 59,66    | Alena Nawahrodska    | 58,01    | Agápi Proskinitopoúlou   | 57,52    |
| Rzut oszczepem        | Nathalie Meier       | 50,70    | Eva Vivod            | 50,62    | Christin Hussong         | 49,71    |

## Wyniki reprezentantów Polski

### Mężczyźni
- bieg na 200 m
  - Tomasz Kluczyński – zajął 1. miejsce z wynikiem 21,38; uzyskał kwalifikację na igrzyska olimpijskie młodzieży
- bieg na 400 m
  - Sebastian Wiszniewski – zajął 5. miejsce z wynikiem 48,39; uzyskał kwalifikację na igrzyska olimpijskie młodzieży
- bieg na 1000 m
  - Kamil Gołkowski – zajął 4. miejsce z wynikiem 2:26,83
- bieg na 110 m przez płotki (91,4 cm) 
  - Filip Drozdowski – zajął 5. miejsce z wynikiem 13,80; uzyskał kwalifikację na igrzyska olimpijskie młodzieży
- bieg na 400 m przez płotki
  - Michał Kopaczyński – zajął 5. miejsce z wynikiem 52,35
- skok wzwyż
  - Maciej Kiendzierski – zajął 11. miejsce z wynikiem 1,98 (w eliminacjach 2,08)
- skok w dal
  - Adrian Góralczyk – odpadł w eliminacjach (16. miejsce) z wynikiem 6,86
- trójskok
  - Adrian Józefowicz – zajął 5. miejsce z wynikiem 14,88; uzyskał kwalifikację na igrzyska olimpijskie młodzieży
- pchnięcie kulą (5 kg)
  - Krzysztof Brzozowski – zajął 1. miejsce z wynikiem 21,91 – rekordem Polski kadetów; uzyskał kwalifikację na igrzyska olimpijskie młodzieży
- rzut dyskiem (1,5 kg)
  - Wojciech Praczyk – zajął 1. miejsce z wynikiem 59,02; uzyskał kwalifikację na igrzyska olimpijskie młodzieży
  - Patryk Rakowski – zajął 8. miejsce z wynikiem 54,47
- rzut młotem (5 kg)
  - Sebastian Dobkowski – zajął 1. miejsce z wynikiem 77,73; uzyskał kwalifikację na igrzyska olimpijskie młodzieży

### Kobiety
- bieg na 100 m
  - Angelika Stępień – odpadła w eliminacjach (14. miejsce) z wynikiem 12,39
- bieg na 200 m
  - Natalia Podlaszczak – odpadła w eliminacjach (13. miejsce) z wynikiem 25,40
  - Angelika Stępień – odpadła w eliminacjach (9. miejsce) z wynikiem 25,13
- bieg na 1000 m
  - Aleksandra Chałubek – odpadła w eliminacjach (15. miejsce) z wynikiem 2:51,21
- bieg na 2000 m z przeszkodami
  - Katarzyna Dulak – zajęła 5. miejsce z wynikiem 7:03,28; uzyskała kwalifikację na igrzyska olimpijskie młodzieży
  - Katarzyna Smakowska – zajęła 13. miejsce z wynikiem 7:20,61
- bieg na 100 m przez płotki (76,2 cm)
  - Karolina Kołeczek – zajęła 4. miejsce z wynikiem 13,75; uzyskała kwalifikację na igrzyska olimpijskie młodzieży
  - Zuzanna Rybarczyk – zajęła 6. miejsce z wynikiem 13,83
- bieg na 400 m przez płotki
  - Agnieszka Karczmarczyk – odpadła w eliminacjach (10. miejsce) z wynikiem 61,97
  - Paulina Mamrot – odpadła w eliminacjach (11. miejsce) z wynikiem 62,05
- skok wzwyż
  - Aleksandra Michałek – zajęła 13. miejsce z wynikiem 1,66 (w eliminacjach 1,73)
  - Aneta Rydz – zajęła 7. miejsce z wynikiem 1,74 (w eliminacjach 1,76); uzyskała kwalifikację na igrzyska olimpijskie młodzieży
- skok o tyczce
  - Sandra Dziwiszek – w eliminacjach nie zaliczyła żadnej wysokości (próbowała pokonać 3,30) i odpadła z dalszej rywalizacji
- trójskok
  - Agnieszka Kozłowska – odpadła w eliminacjach (16. miejsce) z wynikiem 12,06
- pchnięcie kulą
  - Anna Wloka – zajęła 2. miejsce z wynikiem 14,99; uzyskała kwalifikację na igrzyska olimpijskie młodzieży
- rzut młotem
  - Sandra Malinowska – zajęła 4. miejsce z wynikiem 57,29; uzyskała kwalifikację na igrzyska olimpijskie młodzieży
- rzut oszczepem
  - Kamila Zdybał – zajęła 10. miejsce z wynikiem 43,63 (w eliminacjach 46,30)
- Chód na 5000 m
  - Monika Maziarz – została zdyskwalifikowana